# Équipe des Philippines masculine de basket-ball
Cet article traite de l'équipe masculine. Pour l'équipe féminine, voir Équipe des Philippines féminine de basket-ball.
Maillots
L'équipe des Philippines masculine de basket-ball est l'équipe nationale qui représente les Philippines dans les compétitions internationales masculine de basket-ball. Elle est placée sous l'égide de la Fédération des Philippines de basket-ball (Samahang Basketbol ng Pilipinas ou SBP). L'équipe est affiliée à la FIBA depuis 1936. Son surnom est "Gilas Pilipinas".
L'équipe a remporté une médaille de bronze au Championnat du monde FIBA de 1954, soit le meilleur résultat d'une équipe hors Amériques et Europe. Aux Jeux olympiques, l'équipe a terminé cinquième aux Jeux olympiques d'été de 1936, soit le meilleur résultat d'une équipe masculine hors Amériques, Europe et Océanie. Les Philippines détiennent le record du plus grand nombre de victoires aux Jeux olympiques parmi les équipes hors Amériques, Europe et Océanie.
Outre la médaille de bronze à la Coupe du monde FIBA et la cinquième place olympique, les Philippines ont remporté cinq Coupes d'Asie FIBA (anciennement Championnats d'Asie FIBA), cinq médailles d'or aux Jeux asiatiques de basket-ball masculin, huit Championnats SEABA, toutes les médailles d'or aux Jeux d'Asie du Sud-Est sauf trois, et comptent le plus grand nombre de titres au championnat masculin de l'Association de basket-ball d'Asie du Sud-Est, étant considérée comme l'équipe la plus puissante d'Asie du Sud-Est et l'une des meilleures équipes de basket-ball d'Asie. Le pays a également participé à sept Coupes du monde FIBA et à sept tournois olympiques de basket-ball.

## Résultats

### Palmarès
| Compétitions mondiales                                         | Compétitions continentales | Autres compétitions                                                                                         |
| -------------------------------------------------------------- | --- | --- |
| - Jeux olympiques - Néant - Coupe du monde - Troisième en 1954 | - Coupe d'Asie (5) - Vainqueur en 1960, 1963, 1967, 1973 et 1985 - Finaliste en 1965, 1971, 2013 et 2015 - Troisième en 1969 - Jeux asiatiques (5) - Vainqueur en 1951, 1954, 1958, 1962 et 2022 - Finaliste en 1990 - Troisième en 1986 et 1998 | - Coupe William Jones (2) - Vainqueur en 1985 et 1998 - Finaliste en 2015 - Troisième en 2005, 2007 et 2011 |

### Parcours en compétitions internationales

#### Jeux olympiques
| Année | Position      |      | Année         | Position     |               | Année | Position |
| 1936  | 5e            | 1976 | Non qualifiée | 2008         | Non qualifiée |       |          |
| 1948  | 12e           | 1980 | Non qualifiée | 2012         | Non qualifiée |       |          |
| 1952  | 9e            | 1984 | Non qualifiée | 2016         | Non qualifiée |       |          |
| 1956  | 7e            | 1988 | Non qualifiée | 2020         | Non qualifiée |       |          |
| 1960  | 11e           | 1992 | Non qualifiée | 2024         | Non qualifiée |       |          |
| 1964  | Non qualifiée | 1996 | Non qualifiée | 2028         | -             |       |          |
| 1968  | 13e           | 2000 | Non qualifiée | 2032         | -             |       |          |
| 1972  | 13e           | 2004 | Non qualifiée | Pays inconnu | -             |       |          |

#### Coupe du monde
| Année | Position      |      | Année         | Position |               | Année | Position |
| 1950  | Non qualifiée | 1978 | 8e            | 2006     | Suspendu      |       |          |
| 1954  | Troisième     | 1982 | Non qualifiée | 2010     | Non qualifiée |       |          |
| 1959  | 8e            | 1986 | Retiré        | 2014     | 21e           |       |          |
| 1963  | Suspendu      | 1990 | Non qualifiée | 2019     | 32e           |       |          |
| 1967  | Non qualifiée | 1994 | Non qualifiée | 2023     | 24e           |       |          |
| 1970  | Non qualifiée | 1998 | Non qualifiée | 2027     | -             |       |          |
| 1974  | 13e           | 2002 | Non qualifiée | 2031     | -             |       |          |

#### Coupe d'Asie
| Année | Position  |      | Année     | Position     |           | Année | Position |
| 1960  | Vainqueur | 1983 | 9e        | 2005         | Suspendu  |       |          |
| 1963  | Vainqueur | 1985 | Vainqueur | 2007         | 9e        |       |          |
| 1965  | Finaliste | 1987 | 4e        | 2009         | 8e        |       |          |
| 1967  | Vainqueur | 1989 | 8e        | 2011         | 4e        |       |          |
| 1969  | Troisième | 1991 | 7e        | 2013         | Finaliste |       |          |
| 1971  | Finaliste | 1993 | 11e       | 2015         | Finaliste |       |          |
| 1973  | Vainqueur | 1995 | 12e       | 2017         | 7e        |       |          |
| 1975  | 5e        | 1997 | 9e        | 2022         | 9e        |       |          |
| 1977  | 5e        | 1999 | 11e       | 2025         | 7e        |       |          |
| 1979  | 4e        | 2001 | Suspendu  | 2029         | -         |       |          |
| 1981  | 4e        | 2003 | 15e       | Pays inconnu | -         |       |          |

## Équipe actuelle
| Numéro | Joueur            | Poste | Naissance         | Taille | Club 2018-2019                |
| ------ | ----------------- | ----- | ----------------- | ------ | ----------------------------- |
| 1      | Andray Blatche    | 4/5   | 22 août 1986      | 2,10 m | Tianjin Pioneers              |
| 3      | Paul Dalistan Lee | 1/2   | 14 février 1989   | 1,82 m | Magnolia Hotshots             |
| 4      | Kiefer Ravena     | 1     | 27 octobre 1993   | 1,85 m | NLEX Road Warriors            |
| 5      | Gabe Norwood      | 2/3   | 9 février 1985    | 1,94 m | Rain or Shine Elasto Painters |
| 8      | Robert Bolick     | 1     | 13 septembre 1995 | 1,82 m | NorthPort Batang Pier         |
| 14     | Mark Barroca      | 1     | 25 avril 1986     | 1,76 m | Magnolia Hotshots             |
| 15     | June Mar Fajardo  | 5     | 17 novembre 1989  | 2,08 m | San Miguel Beermen            |
| 16     | Roger Pogoy       | 2     | 16 juin 1992      | 1,82 m | TNT KaTropa                   |
| 17     | CJ Perez          | 2     | 17 novembre 1993  | 1,88 m | Columbian Dyip                |
| 18     | Troy Rosario      | 3/4   | 20 janvier 1992   | 2,00 m | TNT KaTropa                   |
| 20     | Raymond Almazan   | 4/5   | 2 août 1989       | 2,01 m | Rain or Shine Elasto Painters |
| 25     | Japeth Aguilar    | 4/5   | 25 janvier 1987   | 2,08 m | Barangay Ginebra San Miguel   |